# BREAK THROUGH
『BREAK THROUGH』（ブレイク・スルー）は、日本の音楽ユニット・B'zが1990年2月21日にBMGビクターからリリースした3作目のオリジナル・アルバムである。このアルバムは、BMGルームス（現:VERMILLION RECORDS）の設立後も、発売権はソニー・ミュージックダイレクトのGT musicに残された。

## 内容
キャッチフレーズは「感性が誘惑された。創造力が突き抜けた。」。
初回盤のみCDケースを入れる紙製の箱が付属している。
また、本作からディスクレーベルがジャケットのロゴを使用した専用デザインになった。
B'zのオリジナル・アルバムとしては初めて裏ジャケットに収録曲が表記されておらず、新品時に付属している帯に収録曲が表記されている。
タイトル通り“突き抜ける”がテーマで、“BREAK THROUGH”と同じ意味の歌詞があちこちに登場するのが特徴。また、ラップやヒップホップの要素を取り入れるなど現在では聴けないテイストの曲が多い。稲葉は独自の作詞スタイルを確立するため、ロックでは敬遠されるような言葉や口調を積極的に取り入れるようになったと述べている。また、本作まではイマジネーションだけで作詞をしていたとも述べている。
また、本作からバンドスコアが発行されるようになり、本作のバンドスコアである『BREAK THROUGH+BAD COMMUNICATION』には『BREAK THROUGH』の楽曲の他に「BAD COMMUNICATION」（楽曲）も収録されている。
現時点でシングルと同時発売された最後のオリジナルアルバムである。また、シングル曲が1曲目に収録される形式も32年後の22ndアルバム『Highway X』までなく、カップリング曲（2nd beat）も15年後の14thアルバム『THE CIRCLE』まで収録されなくなる。
実験的に発売したミニ・アルバム『BAD COMMUNICATION』がロングヒットしていたことも影響してB'zでは初のTOP10入りを果たし、最終的には72万枚以上を売り上げる大ヒットとなった。
1997年に発売された非公式ベスト・アルバム『Flash Back -B'z Early Special Titles-』には、「B・U・M」「BOYS IN TOWN」「HEY BROTHER」「今では…今なら…今も…」以外の7曲が収録された。
2018年に結成30周年記念として『DINOSAUR』までのオリジナル・アルバムと共にアナログレコード化された。

## 収録曲
| 全作詞: 稲葉浩志、全作曲: 松本孝弘、全編曲: 松本孝弘・明石昌夫。 |                         |          |            |      |
| #                                                                | タイトル                | 作詞     | 作曲・編曲 | 時間 |
| 1.                                                               | 「LADY-GO-ROUND」       | 稲葉浩志 | 松本孝弘   | 4:22 |
| 2.                                                               | 「B・U・M」             | 稲葉浩志 | 松本孝弘   | 1:25 |
| 3.                                                               | 「BREAK THROUGH」       | 稲葉浩志 | 松本孝弘   | 4:25 |
| 4.                                                               | 「BOYS IN TOWN」        | 稲葉浩志 | 松本孝弘   | 4:39 |
| 5.                                                               | 「GUITARは泣いている」  | 稲葉浩志 | 松本孝弘   | 6:32 |
| 6.                                                               | 「LOVE & CHAIN」        | 稲葉浩志 | 松本孝弘   | 4:56 |
| 7.                                                               | 「となりでねむらせて」  | 稲葉浩志 | 松本孝弘   | 4:12 |
| 8.                                                               | 「HEY BROTHER」         | 稲葉浩志 | 松本孝弘   | 3:55 |
| 9.                                                               | 「今では…今なら…今も…」 | 稲葉浩志 | 松本孝弘   | 5:18 |
| 10.                                                              | 「SAVE ME!?」           | 稲葉浩志 | 松本孝弘   | 3:27 |
| 11.                                                              | 「STARDUST TRAIN」      | 稲葉浩志 | 松本孝弘   | 5:03 |
| 合計時間:                                                        | 合計時間:               | 48:14    |            |      |

## 楽曲解説
1. LADY-GO-ROUND
  - 3rdシングルの表題曲。
2. B･U･M
  - 全英詞ラップ調の曲。演奏時間は1分25秒と短い。
  - 歌詞の「Here we are B'z & the Funky Crew」という部分はB'zの音楽制作集団「B+U+M」（B'z Unreal Music、94年に解散）のことを歌っている。
3. BREAK THROUGH
  - 表題曲。
4. BOYS IN TOWN
5. GUITARは泣いている
6. LOVE & CHAIN
  - 3rdシングルのカップリング曲。
7. となりでねむらせて
8. HEY BROTHER
  - 歌詞にシボレー・コルベットが出てくる。
  - 曲のエンディング部分の笑い声は阿部薫によるもの[8]。
9. 今では…今なら…今も…
  - 後に『B'z The "Mixture"』でリメイクされた。
  - 松本が一曲を通してコーラスを担当したのはこの曲のみ。
10. SAVE ME!?
11. STARDUST TRAIN
  - 歌詞の内容は不倫を歌ったものとなっている。

## 参加ミュージシャン
- 松本孝弘:ギター、コーラス（#9）、全曲作曲・編曲
- 稲葉浩志:ボーカル、コーラス、全曲作詞
- 明石昌夫:コーラス、全曲編曲
- 青山純:ドラム（#4.5.9.11）
- 増田隆宣:キーボード（#11）
- 坪倉唯子:コーラス
- 阿部薫:コーラス
- 広本葉子:コーラス